# إميل لوندبيرغ
إميل لوندبيرغ (بالسويدية: Emil Lundberg) هو لاعب هوكي الجليد سويدي، ولد في 11 يناير 1982 في لوليو في السويد.

## وصلات خارجية
- إميل لوندبيرغ على موقع دوري الهوكي للقارات (الإنجليزية)
- إميل لوندبيرغ على موقع EliteProspects.com (الإنجليزية)
- إميل لوندبيرغ على موقع Eurohockey.com (الإنجليزية)
- إميل لوندبيرغ على موقع HockeyDB.com (الإنجليزية)